# کوئوین نورتیه
کوئوین نورتیه (انگلیسی: Quewin Nortje؛ زادهٔ ۱۴ ژانویهٔ ۲۰۰۳) بازیکن راگبی ۷ نفره اهل آفریقای جنوبی است.
وی در مسابقات کشوری و بین‌المللی در مجموع برندهٔ ۱ مدال نقره، ۱ مدال برنز شده است.